# Phan Thúc Duyện
Phan Thúc Duyện (潘叔萒; 1873-1944), hiệu Phong Thử, tự My Sanh(湄生), Nam Phong, là một chí sĩ yêu nước trong Phong trào Duy Tân tại Việt Nam đầu thế kỷ XX.

## Thân thế
Ông sinh ngày 10 tháng 2 năm Quý Dậu (tức 8 tháng 3 năm 1873), tại làng Phong Thử, tổng Đa Hòa, huyện Diên Phước, phủ Điện Bàn (nay thuộc xã Điện Thọ, huyện Điện Bàn), tỉnh Quảng Nam. Nguyên gốc thủy tổ là người Hoan Châu, giữa thế kỷ XVI vào Quảng Nam để khai hoang lập nghiệp, trải qua hơn 300 năm thì đến đời của ông.
Nguyên tên ông là Phan Văn Thiện, sau đổi ra Phan Thúc Duyện, hiệu Mi Sanh. Các đồng chí của ông thường gọi Phan Diện, nhân dân thì gọi cử Diện hoặc cử Phong Thử. Trong danh sách thi đỗ cử nhân ghi Phan Thúc Diễn. Sách Quốc triều Hương Khoa lục của Cao Xuân Dục chép tên ông phiên âm ra thành Phan Sung và quê ông là Phong Thiệm. Theo nhà nghiên cứu Trần Viết Ngạc thì đây là sự nhầm lẫn bởi Diện hay Diễn là do phát âm sai chữ Duyện, cũng như chữ Duyện [兗] và chữ Sung [充] cũng như chữ Thử và chữ Thiệm có tự dạng gần giống nhau nên dễ lầm.
Song thân ông là ông Phan Trọng Đạt và bà Phan Thị Thuận, đều trong gia đình nông dân. Mặc dù vậy, ông vẫn được ăn học tử tế.

## Sự nghiệp Duy Tân
Ông đỗ Cử nhân khoa thi năm Canh Tý (1900)) tại trường Thừa Thiên, xếp hạng thứ 6 trong tổng số 42 người sau Huỳnh Thúc Kháng (thủ khoa), Nguyễn Đình Hiến, Phan Châu Trinh, Lê Bá Trinh và Phan Thúc Vĩnh. Tuy nhiên, sau khi thi đỗ, ông không ra làm quan mà tích cực tham gia phong trào Duy Tân ngay tại quê nhà cùng với Trần Quý Cáp, Phan Châu Trinh,... Các ông cổ súy thực hành cải cách xã hội, "khai dân trí, chấn dân khí", lập ra các thương hội, nông hội, tài thực hội (hội trồng cây) nhằm phát triển kinh tế theo một hướng cải cách mới.
Năm 1906, ông cùng Lê Bá Trinh, Hồ Thanh Vân… đi khảo sát đất nhàn điền ở miền tây Quế Sơn, Đại Lộc và tổ chức khai hoang, lập đồn điền trồng cây công nghiệp. Ông là người sáng lập và điều hành Hội thương Phong Thử – một dạng hợp tác xã mua bán ngày nay – hoạt động kinh doanh có hiệu quả, có quy mô hoạt động khá rộng, chỉ xếp sau Hội thương Hội An.
Sau cuộc biểu tình kháng thuế, đòi giảm sưu của nhân dân Quảng Nam (1908), chính quyền thực dân Pháp đã bắt giam nhiều chí sĩ liên quan đến phong trào Duy Tân như: Huỳnh Thúc Kháng, Phan Châu Trinh, Lê Bá Trinh, Nguyễn Thành, Phan Thúc Duyện… và chiếu theo luật "mưu làm giặc mà chưa làm" để xử các ông tội lưu đày Côn Đảo, "gặp ân xá không tha". Theo tài liệu của các nhà nghiên cứu Nguyễn Phan Quang và Lê Hữu Phước sưu tầm trong "danh sách tù nhân quê quán ở Trung Kỳ" do viên quản đốc nhà tù Côn Đảo lập ngày 1 tháng 10 năm 1912 có chép:
Phan Thúc Duyện: 41 tuổi, ở Phong Thử, tỉnh Quảng Nam. xử tại: tòa án Nam Triều. Ngày xử 9/6/1908, y án ngày 16/8/1908. Tội danh: cầm đầu bạo loạn trong tỉnh Quảng Nam. Chịu án: xử tù và đày ra Côn Đảo..
Tài liệu sưu tầm từ bản trích lục sổ phóng thích (Extraits des registres d' écrou) được lưu trữ tại Trung tâm lưu trữ tài liệu hải ngoại của Pháp ở Aix - en - Provence (A.O.M Aix - en - Provence) được Phủ Phụ chính triều Duy Tân xét duyệt ngày 19 tháng 8 năm 1908 của nhà nghiên cứu Trần Viết Ngạc cũng ghi:
Phan Thúc Duyện, 41 tuổi, cựu cử nhân, quán làng Phong Thử, tổng Đa Hòa, phủ Điện Bàn tỉnh Quảng Nam bị bắt ngày 7.4.1908 vì lãnh đạo cuộc khuấy động ở Quảng Nam. Bản án do tòa án Quảng Nam kết án ngày 9.6.1908 và Phủ Phụ chính (triều Duy Tân) xét duyệt ngày 16.8.1908, đày Côn Lôn, được giảm án còn 13 năm khổ sai do quyết định của Phủ toàn quyền Đông Dương ngày 1.12.1913. Ngày mãn hạn tù là 7.4.1921[2]. Nhận xét: Trợ thủ chính của Phan Châu Trinh. Cần giám sát nghiêm ngặt.
Tại Côn Đảo, dưới thời chúa đảoJoseph O' Connell, các tù chính trị được ra ngoài làm ăn. Huỳnh Thúc Kháng kể lại:
"Tôi cùng My Sanh [Phan Thúc Duyện], Tập Xuyên, Thái Sơn, Phong Niên làm chủ hai tiệm buôn Sài Gòn Giao Hiệp mua hàng... Tiệm tôi lúc đầu chỉ có 4 anh em, sau có Thông Thiệp (Bắc Hà) hùn vào, đây là. Hiệu tiệm chúng tôi gọi là "Quảng Hồng Hưng"...
Có một chuyện thú vị là ông Hải Châu (Lê Bá Trinh) có chung vốn vào tiệm buôn mà không ở tiệm, chỉ chuyên nghề đồi mồi"
Mãi đến năm 1919, nhân người con trai của ông là Phan Mính, từng gia chiến trong Thế chiến thứ nhất, tốt nghiệp kỹ sư ở Pháp về làm việc ở Sài Gòn, đã làm đơn xin chính quyền thuộc địa ân xá cho ông và ông được trả tự do.
Khi ông được trả về đất liền, Huỳnh Thúc Kháng có viết bài thơ ngũ ngôn tặng ông:

Biệt thị tiêu hồn vật,

Phân khâm huống ngục trung,

Khử lưu kim nhật vị,

Tân khổ thập niên đồng.

Hải hoạt châu lâm ngạn,

Thiên cao hạc xuất lung.

Ỷ lư do hữu mẫu,

Nhứt kiến tiếu nhan hồng

Tạm dịch:

Cái biệt, ghê hồn nhỉ,

Phương chi giữa cảnh cùng!

Ở, về chia khác ngả,

Cay đắng lẫn mười đông,

Biển rộng thuyền gần bến,

Trời cao hạc thoát lồng.

Mẹ già cùng thấy mặt

Dựa cửa thỏa lòng trông.
Khi về đến Huế, ông bị triều đình Nhà Nguyễn và thực dân Pháp cưỡng bức lưu trú tại Quảng Bình. Thời gian 10 năm bị cưỡng bức lưu trú tại Quảng Bình, ông có góp nhiều công lao trong công cuộc khai phá, canh tác, phát triển kinh tế ở một vùng đất đồi núi phía Tây Quảng Bình.
Năm 1930, ông được về lại quê hương, tiếp tục thực hiện những mục tiêu của phong trào Duy Tân. Ông vào Phan Thiết lập "Nhân điền" (1932-1935), làm đường sắt và ga Phú Cang (1935-1937). Trở về lại quê hương Phong Thử, ông huy động xây dựng sân vận động Phong Thử (1937-1939), làm chợ Phong Thử, trường học Phong Thử (1939-1942)… biến Phong Thử thành một thị trấn nhỏ, trù phú, thịnh vượng ở vùng quê Quảng Nam.
Ông mất ngày 18 tháng 9 năm Giáp Thân (tức 3 tháng 11 năm 1944) tại quê nhà, hưởng thọ 72 tuổi.

## Đời tư
Ông có 3 đời vợ, bà Chánh thất là Trương Thị Hướng mất lúc mới 23 tuổi. Ông tục huyền với bà Nguyễn Thị Luyến, bà mất năm 1911 lúc ông còn ở tù Côn Đảo. Thời gian ở Côn Đảo,do ngoại hình to lớn, vạm vỡ, sức mạnh hơn người, ông thường gánh vác dùm phần việc vác đá, vác bao lúa khi thì cho ông Huỳnh Thúc Kháng, khi thì cho ông Lê Bá Trinh. Do mối thâm tình đó, nên ông Lê Bá Trinh có hứa nếu có hai còn sống về được quê nhà sẽ gái em gái cho ông. Người em gái đó chính là bà Lê Thị Bằng, người vợ thứ ba, cưới năm 1921 sau khi ông từ Côn Đảo trở về.
Con trai trưởng của ông là kỹ sư Phan Mính, từng tham gia chiến đấu trong Thế chiến thứ nhất, sau khi về nước đã làm đơn khiếu nại đòi trả tự do cho cha. Tuy nhiên, chỉ 1 năm sau khi cha qua đời, ông Phan Mính cùng với người anh em cột chèo là nhà báo Diệp Văn Kỳ bị một người bên vợ là Nguyễn Chín (út) giết chết ở Củ Chi trong năm 1945 để đoạt của chứ không phải bị giết vì lý do chính trị .
Ông có có một người con trai thứ tên là Phan Trọng Thỉnh, người được ông giao lại quản lý sự nghiệp tại Quảng Bình, gần tương ứng với khu vực Thị trấn Nông trường Lệ Ninh ngày nay.

## Vinh danh
- Tại Quảng Nam: Tên ông được đặt tên cho Trung học cơ sở Phan Thúc Duyện ở xã Điện Thọ, Điện Bàn và một con đường ở thị trấn Vĩnh Điện[11].
- Tại TP.HCM:Tên ông được đặt cho con đường[12] chạy qua công viên Hoàng Văn Thụ, Quận Tân Bình. Khu lăng mộ của Phan Chu Trinh, một đồng chí của ông cũng nằm trên đường này.
- Tại Đà Nẵng:Tên ông được đặt cho con đường cắt ngang với Nguyễn Văn Thoại, Quận Ngũ Hành Sơn. Khu vực sinh sống của nhiều cán bộ quân đội.